# الأم سفيا

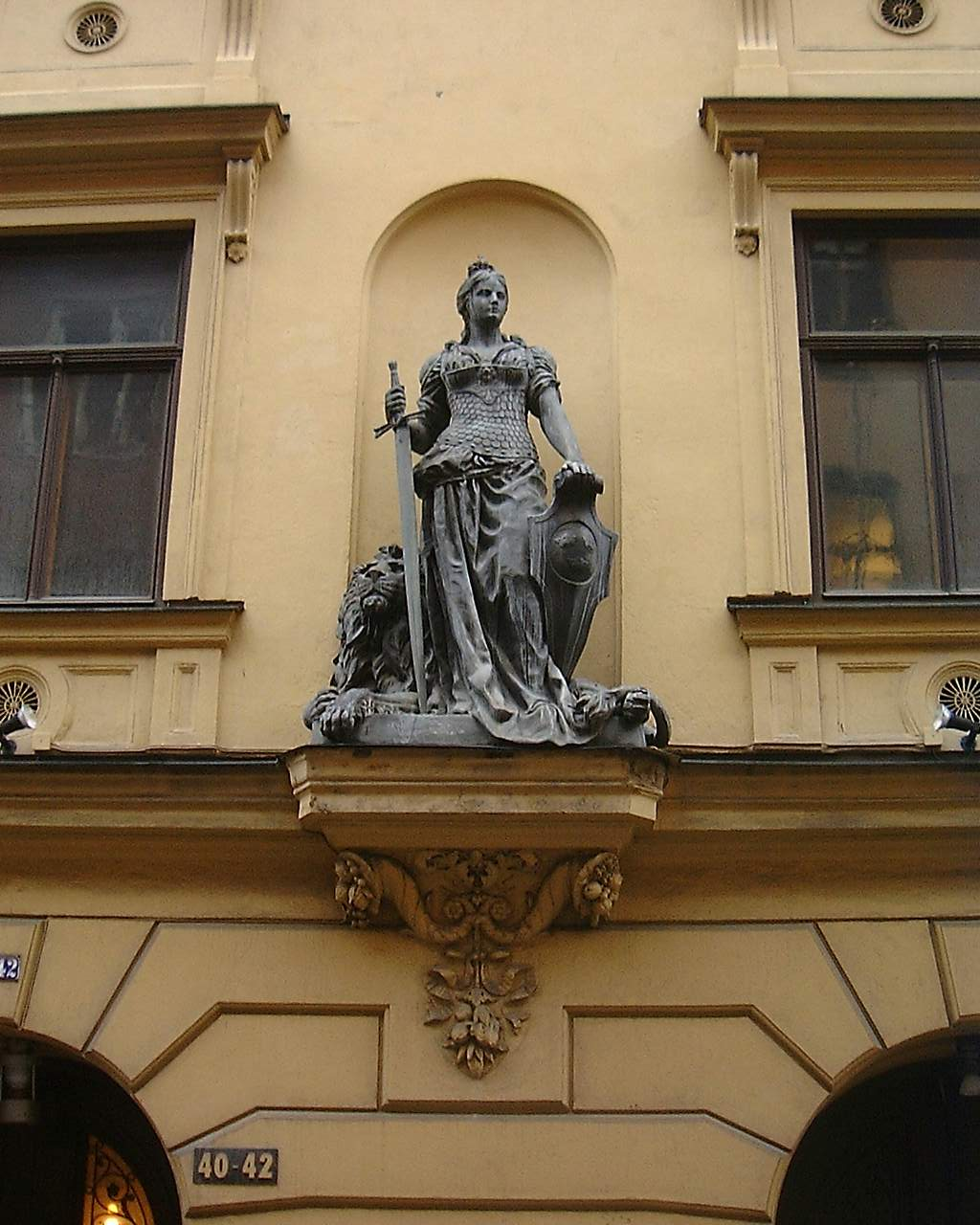
الأم سفيا

الأم سفيا أو الأم سويا (بالسويدية: Moder Svea) هو تجسيد مؤنث للسويد، وشعاراً وطنياً للأمة السويدية.